# Carex aquatilis
Espèce
Classification phylogénétique
Carex aquatilis est une espèce de plantes du genre Carex et de la famille des Cyperaceae.